# Filino di Agrigento
Filino di Agrigento (greco: Φιλῖνος; Agrigento, III secolo a.C. – dopo il 241 a.C.) è stato uno storico siceliota.

## Biografia
Nativo di Agrigento, sarebbe vissuto all'epoca della prima guerra punica, alla quale partecipò combattendo contro  i Romani. In quella guerra, nel 262 a.C., Agrigento fu conquistata dai Romani che la saccheggiarono e ridussero in schiavitù gran parte dei suoi abitanti.

## Opere
Filino, a dire di Polibio, che lo utilizzò, fu la maggiore fonte per la prima guerra punica. Lo storico greco afferma che la narrazione vera e propria della guerra iniziava nel II libro, probabilmente lasciando intendere che il primo libro era una sorta di introduzione geostorica su Cartagine e su Roma.
Tuttavia, sempre Polibio afferma che Filino, «a causa delle sue convinzioni e della sua costante parzialità, vorrà che i Cartaginesi abbiano agito in ogni caso saggiamente, bene e coraggiosamente, e i Romani altrimenti». Non è, comunque, possibile dire molto dell'opera, a parte questo, in quanto ne restano solo 5 frammenti nel suddetto Polibio e in Diodoro Siculo. 